# Anton Karas
Pour les articles homonymes, voir Karas (homonymie).
Anton Karas, né le 7 juillet 1906 à Vienne (quartier de Zwischenbrücken) et mort dans la même ville le 10 janvier 1985, est un compositeur autrichien, célèbre cithariste d'origine hongroise et tchèque.

## Biographie

### Musique du filmLe Troisième Homme
La cithare de concert (voir la page en anglais ou allemand) (en allemand : Konzertzither, ou parfois peut être appelée cithare autrichienne ou cithare de table, qui dans les deux cas peut être confondue avec la cithare alpine) fut notamment popularisée internationalement en 1949 grâce au « Thème d'Harry Lime » du générique du film Le Troisième Homme, composé et joué par Anton Karas dans une taverne près de la Grande roue du Prater à Vienne, qui restera l'un des standards de la cithare.
Il a été dit par ailleurs que cette musique a été trouvée sur un disque de Radio-Vienne au moment de la fuite des opérateurs, lors de l'arrivée des Alliés en 1945, ce qui tendrait à prouver qu'elle existait avant qu'Anton Karas ne la joue.
Le thème du film se classa durant onze semaines en tête des meilleures ventes de disques aux États-Unis entre avril et juillet 1950. Anton Karas ouvrit ensuite un restaurant sur les hauteurs de Vienne.

### Interprétations viennoises et disques
Anton Karas interprétera à la cithare, souvent accompagné de ses deux « Rudi accordéons » un très grand nombre d'autres succès notamment viennois ou autrichiens tels que les extraits de l'opérette L'Auberge du Cheval-Blanc de Ralph Benatzky ou des mélodies de Robert Stolz, ou d'autres succès comme Lily Marlène dans un style teinté de nostalgie romantique.
Ses interprétations, connues pour répéter presque en trémolo certaines notes longues sur les mélodies, sont caractéristiques. Il enregistrera de nombreux disques.